# Linea M11 (metropolitana di Istanbul)
La linea M11 della metropolitana di Istanbul, ufficialmente denominata Linea metropolitana M11 Gayrettepe–Aeroporto di Istanbul–Halkalı (in turco Gayrettepe-İstanbul Havalimanı-Halkalı Metro Hattı), è una linea di trasporto rapido della metropolitana della città, attualmente in costruzione a Istanbul, in Turchia. Essa è situata nella parte europea della città. L'apertura del tratto della linea Kağıthane - Aeroporto di Istanbul è avvenuta il 22 gennaio 2023. A causa delle sue caratteristiche di linea veloce, a differenza delle altre linee della metropolitana di Istanbul la linea M11 è gestita da TCDD Taşımacılık.

## Storia
Questa linea è stata costruita per fornire un accesso diretto e rapido fra l'aeroporto di Istanbul situato ad Arnavutköy sia verso Levent (il principale centro commerciale di Istanbul) verso sudest sia verso Halkalı (una delle stazioni ferroviarie più importanti della città) verso sudovest. A differenza di altre linee della metropolitana, la M11 sarà un servizio a fermate limitate, il che significa che le stazioni saranno più distanziate. Ciò è più evidente verso le estremità meridionali della linea, dove la M11 avrà solo sette stazioni all'interno dell'area urbana di Istanbul: Halkalı, Tema Park, Olimpiyat, Kayaşehir e Fenertepe a ovest e Gayrettepe e Kağıthane a est.
La linea consisterà in due tratte, uno da Gayrettepe all'aeroporto di Istanbul e il secondo da Halkalı all'aeroporto di Istanbul. La prima tratta della linea di trasporto rapido è lunga 37,2 km con nove stazioni. La seconda tratta della linea sarà lunga 31,5 km con sette stazioni, per un totale di 69 km con sedici stazioni. Il tempo di percorrenza tra le stazioni finali sarà di 60 minuti a una velocità massima di 120 km/h. La linea attraverserà cinque distretti di Istanbul: Şişli, Eyüpsultan, Arnavutköy, Başakşehir e Küçükçekmece. Si prevede che la M11 trasporterà ogni anno circa 94 milioni di passeggeri. Una volta finita, la linea M11 si collegherà ad altre linee di transito rapido: Marmaray, M1, M2, M3, M7 (due volte), M9 e all'aeroporto alla linea ferroviaria ad alta velocità.
Il budget di investimento della costruzione è di € 999,8 milioni. Il consorzio di costruzione turco Kolin-Şenbay ha vinto la gara d'appalto per la costruzione della linea nel dicembre 2016. La linea non doveva essere completata prima dell'apertura ufficiale dell'aeroporto del 29 ottobre 2018.
Il 22 gennaio 2023 è entrata in servizio la prima tratta della linea, che va dall'aeroporto sino alla stazione di Kağıthane (la penultima della tratta). Il 29 gennaio 2024 è stata aperta la tratta Kagithane – Gayrettepe, completando così il percorso orientale della linea. Da quel giorno è possibile raggiungere il centro di Istanbul dall'Aeroporto cambiando solo una volta a Gayrettepe dalla M11 alla M2. A Gayrettepe c'è inoltre un interscambio con il Metrobus.
Dal 19 marzo 2024 è operativa la tratta Kargo terminal - Arnavutköy.